# هدویگس مادورو
هدویگس مادورو (هلندی: Hedwiges Maduro؛ (با تلفظ هلندی: هدویخس مادورو) زادهٔ ۱۳ فوریهٔ ۱۹۸۵) یک بازیکن فوتبال اهل هلند است.

## تیم ملی
وی همچنین در تیم ملی فوتبال هلند بازی کرده است.